# Едмон Льобюртон
Едмо̀н Жул Изидо̀р Льобюрто̀н (на френски: Edmond Jules Isidore Leburton) е белгийски политик от Социалистическата партия.
Роден е на 18 април 1915 година в Лантрьоманж, днес част от Уарем. Завършва право в Лиежкия университет. В началото на Втората световна война служи в армията, а след това е държавен чиновник и участва в Съпротивата. През 1946 година е избран за депутат и през следващите години е министър на общественото здраве и семейството (1954 – 1958), министър на социалните грижи (1961 – 1965), вицепремиер по инфраструктурната политика (1965 – 1966), министър на икономиката (1969 – 1971), председател на Белгийската социалистическа партия (1971 – 1973). През 1973 – 1974 година оглавява два просъществували за кратко кабинета в коалиция с християндемократите и либералите. През 1977 – 1981 година е председател на Камарата на представителите.
Едмон Льобюртон умира на 15 юни 1997 година в Уарем.